# Gottfried Heinrich Bach
Gottfried Heinrich Bach, född 1724, död 1763, var son till Johann Sebastian Bach i hans andra gifte.
Han verkar ha lidit av någon form av utvecklingsstörning - inte desto mindre var han en ytterst skicklig klaverspelare, men han har till skillnad från sina bröder inte efterlämnat någon komposition, med säkerhet, även om det misstänkts att han är upphovsmannen till några mindre stycken. Han levde med en yngre syster,  Elisabeth Juliane Friederica, och hennes man, kompositören Johann Christoph Altnickol.
Hans öde har använts litterärt.